# Prypjat´
Prypjať (ukr. Прип'ять; do 1946 roku Butmer) – wieś na Ukrainie w rejonie kowelskim, w obwodzie wołyńskim. 
W II Rzeczypospolitej miejscowość wchodziła w skład gminy wiejskiej Szack w powiecie lubomelskim województwa wołyńskiego. Do II wojny światowej w pobliżu miejscowości znajdowały się chutory: Ciesza, Ostrów, Podtyniany, Posertucha, Zalipowo oraz Żyrelce.
Do 2020 w rejonie szackim.